# 広警察署
広警察署（ひろけいさつしょ）は広島県警察が管轄する警察署の一つである。

## 所在地
- 広島県呉市広大新開1-5-6

## 管轄区域
- 呉市のうち阿賀・蒲刈・川尻・郷原・下蒲刈・仁方・広・安浦・豊浜・豊町地域

## 沿革
- 明治3年（1871年） - 賀茂郡広村に広村分屯所が設置される。
- 1874年（明治7年）6月 - 四日市警察署広分署に改称する。
- 1920年（大正9年）12月 - 広警察署に改称する。
- 2009年（平成21年）4月1日 - 木江警察署廃止に伴い呉市豊浜町・豊町を管轄区域に編入。

## 交番
（）内は所在地。
- 阿賀交番（呉市阿賀中央6丁目）
- 中新開交番（呉市広中新開2丁目）
- 仁方交番（呉市仁方桟橋通）
- 広駅前交番（呉市広中町）

## 駐在所
（）内は所在地。
- 安登駐在所（呉市安浦町安登西6丁目）
- 蒲刈駐在所（呉市蒲刈町向字南側）
- 川尻駐在所（呉市川尻町西1丁目）
- 郷原駐在所（呉市郷原町）
- 下蒲刈駐在所（呉市下蒲刈町三之瀬）
- 大入（だいにゅう）駐在所（呉市阿賀南8丁目）
- 長浜駐在所（呉市広長浜2丁目）
- 三津口駐在所（呉市安浦町三津口）
- 安浦駐在所（呉市安浦町三津口）
- 豊浜駐在所（呉市豊浜町豊島）
- 豊駐在所（呉市豊町御手洗）

## 主な未解決事件
- 2000年2月28日に灰ヶ峰で身元不明の女性とその子供（性別不明）と思われる白骨遺体が発見された事件（殺人事件なのか親子心中なのかは不明）。2003年5月にはこの女性の似顔絵が公表されたが、未だに身元は判明せず、マスコミも全く取り上げなくなっている。更に現在では似顔絵入りのポスターを見かけることもほとんどなくなっている[1]。